# Ennio Rega
Ennio Rega, pseudonimo di Ennio Venturiello (Roccadaspide, 23 febbraio 1953), è un cantautore e compositore italiano.

## Biografia
Salernitano d'origine, trapiantato a Roma nel 1963. Laureato in architettura nel 1980 ha esercitato la professione di architetto. Attivo nella scena musicale da giovanissimo nel 1975 viene messo sotto contratto da Vincenzo Micocci della It. Si è formato come musicista seguendo studi classici di chitarra e pianoforte ma sono Rhythm and blues e progressive appresi in giovane età ad influenzare la sua formazione. È nel 1988 dopo l'incontro con il produttore Lilli Greco, che riprende l'attività musicale.
Al Premio Tenco 1993 presenta in anteprima il suo primo album Due passi nell'anima del sorcio, prodotto da Roberto Colombo, pubblicato poi nel settembre 1994 da RTI Music.  Dal 1996 alterna l'attività concertistica con la composizione di commedie musicali per il teatro, collaborando tra gli altri con i registi Giampiero Solari, Walter Manfrè, Maurizio Panici. Nel 1997 è ospite musicale al "Tributo a Tenco" di Ricaldone.
Nel 1998 è ospite Rai Uno nella trasmissione Seconda serata condotta da Alessandra Casella dove si esibisce con la sua band in diretta..
Nel 2000 protagonista di un evento per Taormina Arte scrive partiture per il Coro bulgaro Le Mystère des Voix Bulgares che dirige al Teatro Antico.
Nel 2002 riprende un'intensa attività concertistica in Italia, proponendo anche brani inediti. Nel 2003 è ospite al “Premio Pigro” dove presenta anche una rivisitazione in chiave pop irlandese del brano L'ubriaco di Ivan Graziani. Nello stesso anno inizia una nuova collaborazione ospitando nei suoi concerti-reading l'attore Remo Remotti. Nel 2004 fonda l'etichetta discografica indipendente Scaramuccia Music.
Nell'estate 2004 pubblica l'album Concerie, di 16 brani, tra le featuring l'attore Flavio Bucci, musicalmente tra jazz e pop.  Vince il Premio Carosone 2004, nella serata della premiazione all'Arena Flegrea di Napoli presenta una rivisitazione ska di A' casciaforte. Per il valore musical-letterario dell'album Concerie vince il Premio Lunezia 2005 ed è ospite nello stesso anno al Meeting delle Etichette Indipendenti.
Dal gennaio 2005 è in tour in Italia con lo spettacolo teatrale e musicale dal titolo Le parole dell'inizio (presentato in prima nazionale ai Giardini della Filarmonica di Roma), con letture in musica tratte da Louis-Ferdinand Céline, Pier Paolo Pasolini, Piero Ciampi, Jean-Paul Sartre..  È ospite live di Dario Salvatori nel programma televisivo Airbag. Nel 2006 pubblica il minicd Scritture ad aria, contenente anche traccia rom del videoclip.

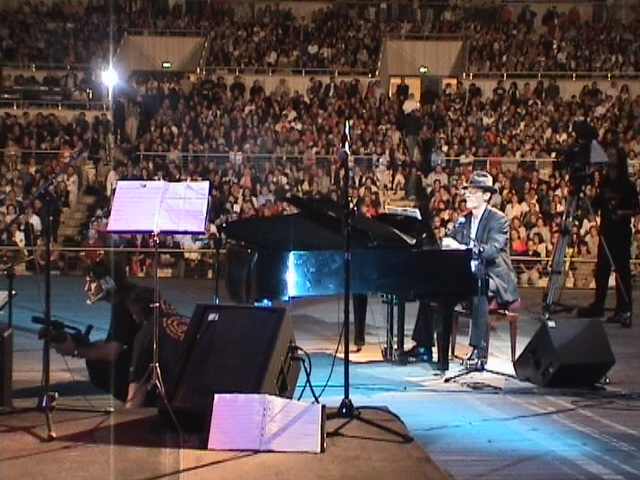
Ennio Rega Premio Carosone 2004, Arena Flegrea Napoli

È ospite allo Sferisterio di Macerata con Flavio Bucci per le serate finali di "Musicultura 2006”.
A gennaio 2007 pubblica Lo scatto tattile, album che nasce dalla collaborazione con il chitarrista svedese Lutte Berg e l'ingegnere del suono Marti Jane Robertson, in cui mette in musica anche due poesie di Fernando Pessoa e propone nuove forme di sperimentazione nella canzone d'autore.
Nel 2007, come "cantautore dell'anno", riceve il Premio Charlot di Paestum,. È ospite al Premio Bindi.
È direttore artistico della rassegna internazionale di improvvisazione musicale "Fuga a tre" che si svolge a Roma. 
Nel 2008 è ospite musicale Rai Uno al Premio "Golden Graal". Ad "Alburni Jazz 2008" presenta in anteprima un suo progetto speciale in Trio. A Santa Maria di Castellabate (SA) è premiato per il valore della sua opera.
È ospite d'onore al Biella Festival e sempre nel 2008 è ospite al Premio De André.. È produttore di O Bannu disco pubblicato a marzo 2009, che nasce da un progetto del chitarrista Graziano Accinni e che riscopre le antiche radici della cultura musicale lucana.
Il 20 settembre 2011 pubblica il suo quarto album Arrivederci Italia un che si compone di 15 tracce. È premiato a Castrovillari nella rassegna "Suoni d'Autore" per l'album Arrivederci Italia.
Vince il Premio Lunezia Menzione speciale 2012 per il valore Musical-Letterario di Arrivederci Italia, che ritira il 1º dicembre ad Aulla(MS)
In veste di drammaturgo e attore di teatro, nel gennaio 2013 debutta al teatro Ambra di Roma con un monologo in musica tratto dall'omonimo album, Arrivederci Italia - messinscena di un forestiero in patria, teatro di narrazione., già presentato in anteprima sotto forma di concerto reading nel luglio 2012 ai Giardini della Filarmonica di Roma..
L'8 novembre 2013 a Vercelli nell'ambito del Festival Internazionale di Poesia Civile gli viene assegnato il Premio Brassens Nel 2014  al Teatro Civico di Vercelli, è protagonista con Peppe Barra e Patrizio Trampetti dell'evento musicale e teatrale, dal titolo " 'O riest 'e niente", di cui è anche direttore artistico, tema la poesia civile nella canzone napoletana.
Nel 2015 è impegnato ancora nelle rappresentazioni dello spettacolo teatrale tratto da Arrivederci Italia.
Il 26 maggio 2017 pubblica Terra sporca, Scaramuccia Music/Edel Italy,   nuovo album che si compone di 15 inediti,  anticipato dall'uscita del singolo Sgacio.  Il 21 luglio 2018 vince il Premio Lunezia Canzone d'Autore 2018 per il valore musical-letterario dell'album Terra sporca e gli viene assegnato nella stessa serata anche
il Premio internazionale di arti letterarie Thesaurus]]. Il 16 maggio 2025 è uscito per Scaramuccia Music/Egea un nuovo lavoro del cantautore,  un concept album sul tema dell'immaginazione e della diversità dal titolo Nei modi e nel pensiero, che si compone di 8 brani inediti tra cui i due brani singoli "Altra abitudine" e "Porto sacro" anticipati rispettivamente nell'ottobre e novembre 2024.
(Da Zazzera gialla, Due passi nell'anima del sorcio 1994)

## Opere

### Singoli
- Scritture ad aria (2006)
- Sgacio (2017)
- Altra abitudine (2024)
- Porto sacro (2024)

### Album
- Due passi nell'anima del sorcio (1994)
- Concerie (2004)
- Scritture ad aria (2006)
- Lo scatto tattile (2007)
- Arrivederci Italia (2011)
- Terra sporca (2017)
- Nei modi e nel pensiero (2025)

### Teatro
Tra le colonne sonore scritte per commedie musicali e spettacoli di prosa si citano
- La locandiera di Carlo Goldoni, Teatro popolare di Messina, regia di Walter Manfrè 1983
- La Sguerra di Ludovico Parenti, Roma 1985
- Purecenie di Ludovico Parenti, Genova 1988
- Brancaleone viaggio di fine millennio di Age & Scarpelli e Mario Monicelli, Benevento 1998
- Lighea di Giuseppe Tomasi di Lampedusa, Parigi 1999
- Liliom (un amore zingaro) Ferenc Molnár, Taormina 2000
- Jene femmine cattive di Quentin Tarantino regia di Roberto Agostini, Roma 2001
- Muratori di Edoardo Erba, Roma 2002
- Musicanti di Massimo Venturiello, Roma 2009
- Cartoline di Renato Cecchetto, Roma 2010

### Teatro: testi teatrali
- "Arrivederci Italia - messinscena di un forestiero in patria", Roma, Edizioni Scaramuccia srl, 2013 (testo)

## Videoclip
- Scritture ad aria (2006), singolo dal minicd "Scritture ad aria"
- Sbriciolo ai corvi (2012) singolo dal disco "Arrivederci Italia"
- Sgacio (2017), 1º singolo dal disco "Terra sporca"
- Terra sporca (2018), 2º singolo del disco "Terra sporca"
- Altra abitudine (2024), 1º singolo del disco "Nei modi e nel pensiero"

## Cover
- A' Casciaforte (Renato Carosone)
- L'ubriaco (Ivan Graziani)
- Amore caro amore bello (Bruno Lauzi)
- Un giorno dopo l'altro (Luigi Tenco)
- Ragazzo mio (Luigi Tenco)

## Premi e riconoscimenti
- 1993 esordio al Premio Tenco, presenta in anteprima "Due passi nell'anima del sorcio"
- 2003 Premio Pigro
- 2004 Premio Carosone per l'album Concerie
- 2005 Premio Lunezia Archiviato il 1º novembre 2012 in Internet Archive. per l'album Concerie
- 2007 Premio Charlot, Paestum (SA) - cantautore dell'anno, per l'album Lo scatto tattile
- 2008 Premio Leucosia - per la qualità delle sue opere legate alla terra del Cilento
- 2012 Premio Suoni, Castrovillari (CS) per l'album Arrivederci Italia
- 2012 Premio Lunezia Menzione Speciale, Aulla (MS) per l'album Arrivederci Italia
- 2013 Premio Georges Brassens: "Festival Internazionale di Poesia Civile" Vercelli (VC).
- 2018 Premio Lunezia Canzone d'Autore, Aulla (MS) per l'album Terra sporca
- 2018 https://www.concorsiletterari.net/bandi/premio-internazionale-di-arti-letterarie-thesaurus-la-brunella-vii-edizione-2018/[collegamento interrotto], Aulla(MS) per l'album Terra sporca

## Filmografia
- La veritaaaà di Cesare Zavattini, 1982